# 同鄉

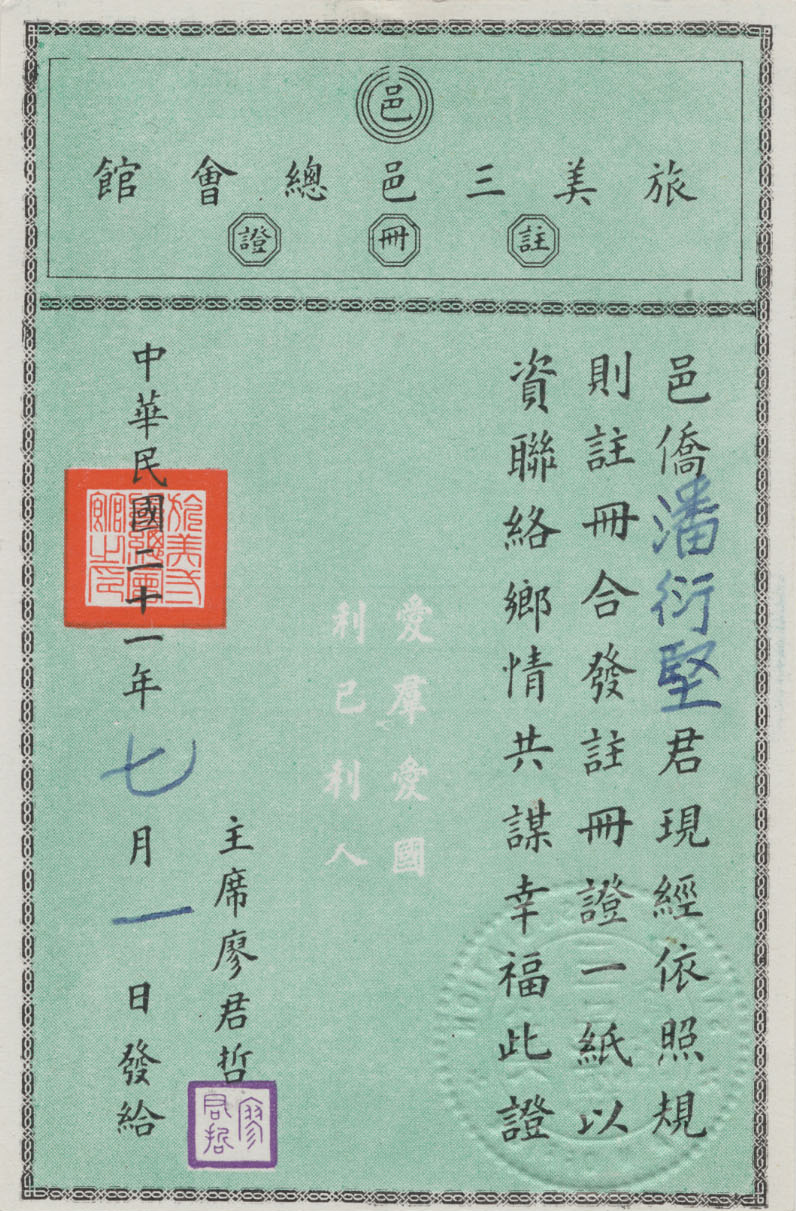
民國初年旅美同鄉會註冊證

同鄉，是來自同一家鄉（祖籍或籍貫）或附近省、縣，或與自己屬同一語言、民系的人。華北人多稱為老鄉。廣府人常見的叫法為鄉里。閩南人、臺灣人、潮汕人稱為鄉親、家己人。客家人稱為自家人。江西人稱同鄉做老表。 山西人稱同鄉為老西兒。 陕西人稱同鄉為乡党。